# Ulotrichopus glaucescens
Ulotrichopus glaucescens är en fjärilsart som beskrevs av George Francis Hampson 1913. Ulotrichopus glaucescens ingår i släktet Ulotrichopus och familjen nattflyn. Inga underarter finns listade i Catalogue of Life.